# サナララ
『サナララ』は、2005年4月29日にねこねこソフトから発売されたアダルトゲーム。2012年10月26日にヒロイン追加、音声再収録、新OS対応等を行ったフルプライス版、『サナララR』が発売された。

## あらすじ
誰にでも「一生に一度のチャンス」を叶えられる時がやって来る･･･。不思議な「システム」による「チャンスの享受者」と、それを導く「ナビゲーター」の織り成すエピソードが4章収録されている。（サナララRでは新シナリオを含む3章が追加されている。）タイトルの「サナララ」には、ストーリー上重要な意味が込められており、仔細はある「Story」内で判明する。
サナララRでは喫茶店「HAYAKAWA」を舞台にして「幕間」の物語が進行される。「幕間」では前の「Story」によって登場人物たちの周りに起こった変化や次のStoryへの伏線が提示され、それぞれのキャラクターのStoryが繋がっていることが徐々に明かされていく。

## サナララR
新規シナリオとして、「のぞみシナリオ」を補完するある人物のシナリオと完全新作のシナリオ一篇、および後述する「樋口シナリオ」の3章が新たに追加された。また『サナララ』発売以降から当作の発表までに発売された、他のねこねこソフト作品や『ぷちファンディスクみたいなの』『ねこねこファンディスク3』などに収録されていた「おまけシナリオ」「サイドストーリー」のすべてを再録している。

## 基本システム
短いパートで構成される「Story」を一話ずつ読み進める方式で、攻略ヒロインを選択することはできない。再プレイする際は、読みたいパートからすぐにプレイできるようになっている。
サナララRでは、各「Story」の間に「幕間」が追加される。プレイ開始時にはまず「幕間01」を読むことになり、これを読了することで「Story01」であるのぞみシナリオを選択することが出来るようになる。「Story」を読み終える毎にその「Story」に関連する「おまけシナリオ」やサイドストーリーと次の「幕間」が解放される。
選択画面上では「幕間」と「Story」は連続して順番に表示されているが、必ずしもそれぞれの「幕間」と「Story」、あるいは「Story」同士の間に順序性が保たれている訳ではない。またある「Story」と幕間の間で時間軸トリックが仕組まれている。

## 登場人物
（ソフ倫の関係でゲームでは高校の文字は出てこない）。
Story：01 のぞみ
和也（かずや）
対象者。ごくごく普通の高校2年生。ある日「一生に一度のチャンス」の順番が回ってきたと告げられ驚く。「本お願い」の前に「お試しお願い」が出来ると知った彼のちょっとしたいたずら心が希未を巻き込んだ、「不思議な一週間」の発端となる。
椎名 希未（しいな のぞみ）
声：夏野こおり
誕生日：9月8日。星座：おとめ座。血液型：B型。身長：146cm。スリーサイズ：76/58/77
ナビゲーター。極端なテレ屋で人見知りが激しい女子高生。男性の目を見て話せるのは2.5秒が限界。いつも本やプリントを手に持っており、他人の視線を感じるとそれで顔を覆ってしまうのが子供の頃からの癖（人呼んで『のぞみシールド』『椎名バリア』）。それ故、男子生徒から結構人気があるにも拘らず、彼氏いない歴=実年齢。
Story：02 Sweet days, Sour days
雄司（ゆうじ）
ナビゲーター。ゲーセン好きの、これまた普通の高校2年生。あゆみとは幼馴染で、いつも一緒に過ごしてきた故に、どうしても「ひとりの女性」としての認識が無い。そんな2人に訪れた「一生に一度のチャンス」。この事態が二人の関係に大きな変化を与える事に。
高槻 あゆみ（たかつき あゆみ）
声：茶谷やすら
誕生日：3月20日。星座：うお座。血液型：A型。身長：157cm。スリーサイズ：85/55/86
対象者。キウイが大好きな元気な女子高生。毎朝、雄司を起こして一緒に登校するのが日課。まじめで気が強く、ちゃらんぽらんな所のある雄司とは毎日のように喧嘩をしている。最近、習い事の製菓教室に熱心に通っているようで…
Story：03 センチメンタル・アマレット・ネガティブ
高畑（たかはた）
「チャンス」を終え、現在は「ナビゲーター」役である高校2年生。「チャンスの享受者」である涼を無事に見つけて一安心するのもつかの間、彼女の妙なテンションと突飛な｢お願い」に振り回される事に。中学時代は学校一の俊足の持ち主として学園のヒーローであったが、現在はもう走っていない様子。
三重野 涼（みえの りょう）
声：岩田由貴
誕生日：12月22日。星座：やぎ座。血液型：AB型。身長：153cm。スリーサイズ：81/57/82
対象者。隣町の私立のお嬢様学校に通っている、メルヘン好きで夢見がちな少女。高畑の中学時代の同級生だが、彼にその記憶は無い。天然系のほんわかな性格だが、意外と押しが強く、高畑を困らせる。
Story：04 “Summer Holiday”
芳沢 洋一（よしざわ よういち）
ナビゲーターの特権を気に入り、「チャンスの享受者」の「お試しお願い」を叶えた後、｢本お願い」を受理せずに逃走するパターンを繰り返している「ナビゲーター歴半年の男」。やりたい放題の彼だったが、次の“カモ”である由梨子の「お試しお願い」は一風変わっていて…。本業はペンキ屋。由梨子の高校の卒業生である。
矢神 由梨子（やがみ ゆりこ）
声：まきいづみ
誕生日：2月2日。星座：みずがめ座。血液型：O型。身長：162cm。スリーサイズ：87/60/85
対象者。絵を描くことが好きな女子高生。背が高く絵や料理が得意であるが、目立つことを嫌いそれを隠している。大量のショタ系同人誌を隠し持ち、自らも同人誌を執筆する隠れ腐女子。洋一と出会いチャンスのことを知るが、冗談だと思って適当なことをお願いし、その結果大変なことになる。初めは洋一のことを警戒していたが、洋一が自分の高校の卒業生であることを知り、打ち解けることとなる。
幕間
早坂 ゆうこ（はやさか ゆうこ）
声：青山ゆかり
のぞみの親友。実家は喫茶店『HAYAKAWA』を営業しており、各Storyの登場人物たちは喫茶店の常連客である。彼女自身が対象者、ナビゲーターとして描かれるシナリオは存在しないが、実はサナララ世界の中心的存在ともいえる人物である。
Story：05 “魔法少女ヒグチ”
沢野（さわの）
樋口 実果（ひぐち みか）
声：青山ゆかり
おまけシナリオの項を参照
Story：06 “のぞみかなえ”
杉田 かな恵（すぎた かなえ）
声：白州妙
糸川 美玖（いとかわ みく）
声：みる
Story：07 “神のシステムに挑む者”
南方 ひかる（みなみがた ひかる）
声：森谷実園
星座：天秤座。血液型：O型。身長：151cm。スリーサイズ：81/56/84

## スタッフ
- 原画：藤宮アプリ（1･4章）・闇野ケンジ（2･5章）・u-r（3章）・生名多聞（7章）
- シナリオ：片岡とも（1･7章）・中森南文里（2章）・海富一（3章）・木緒なち（4章）・大月佑佑（5章）・紅涙妖魔（6章）・田中珠（7章）
- メインテーマ：「サナララ～花咲く月曜日～」
  - 作詞：やなちぃ 作・編曲：ms-jacky 歌：中原涼
- サナララR　メインテーマ「Over the Rainbow」
- サナララR　主題歌「希望 ～NOZOMI・明日への架け橋～」
- エンディングテーマ：「春風」
  - 作詞：海富一 作・編曲：藤間仁（Elements Garden） 歌：KAKO

## 作品背景
これまでの作品で必ずディレクターを務めていた、同社の代表的なライターである片岡ともは、本作では1ライターとしての参加に留まり、本作ではラムネ以降ディレクター的役割が増えた秋津環と、前述の木緒なちが共同でディレクターを務めている。またこれまで名実共に顔的存在であった原画家の秋乃武彦や、ラムネの司ゆうき、あんころもちもメインスタッフとしては不参加で、ホームページで連載の4コマ『諸葛瑾』でお馴染みの蒼樹うめに「よく似た」双子の姉、藤宮アプリがメイン原画、サブでも戯画作品で原画を務めた闇野ケンジが参加と、スタッフとしてはかなり異質な構成であった。また、闇野はその後、同社タイトル『ぷちファンディスクみたいなの』においても、サナララの番外編で原画を担当した。

## おまけシナリオ
2006年3月16日からWeb上で無料配布された「ぷちファンディスクみたいなの」に、サナララのショートシナリオが収録されている。これには、新しいヒロイン・樋口が登場する。また、同様のものが『スカーレット 〜日常の境界線〜』DXパックの「サナララおまけDISC」に収録されている。
なお、このシナリオのプレイには、サナララ本体は不要。
『サナララR』では「Story05」として収録された。

### 登場人物
沢野（さわの）
ハトが好きな男子高校生。気がつくと、ナビゲーターの実果に引き寄せられていた。つい、実果に「魔法少女が好き」と言ってしまう。
樋口 実果（ひぐち みか）
声：青山ゆかり
ちょっとアガリ症な女の子。沢野のクラスメイトで、もともと沢野が好き。沢野に告白したいのだが、本人を前にすると頭の中が真っ白になってしまう。沢野が「魔法少女が好き」と言ったので、魔法少女（実際には魔女に近い）のコスチュームを自作。チャンスシステムも自分の魔法ということにして、「仮のお願い」が有効で、そのために沢野が引き寄せられる約1週間、沢野の家で寝食を共にする。ハトなどの鳥類が苦手。足が爬虫類みたいなのが怖いらしい。

### スタッフ
- 原画：闇野ケンジ
- シナリオ：大月佑佑

## 関連書籍
- 岡田留奈著、藤宮アプリのイラストで、パラダイムノベルスから小説が2005年8月17日に発売されている。
- 2005年12月のコミックマーケット69にて『サナララぷちビジュアルファンブック』が発売されている。